# Куксина (деревня)
Ку́ксина (эст. Kuksina), на местном диалекте также Ку́ксинна (Kuksinna) — деревня в волости Сетомаа уезда Вырумаа, Эстония. Исторически относится к нулку Коолина.
До административной реформы местных самоуправлений Эстонии 2017 года входила в состав волости Меремяэ.

## География и описание
Расположена в 25 километрах к юго-востоку от уездного центра — города Выру, и в 29 километрах к юго-западу от волостного центра — посёлка Вярска, в 3 километрах от российско-эстонской границы. Высота над уровнем моря — 204 метра.
Климат переходный от морского к континентальному. Официальный язык — эстонский. Почтовый индекс — 65314.

## Население
По данным переписи населения 2021 года, в Куксина насчитывалось 5 жителей, из них 4 — эстонцы.
По данным переписи населения 2011 года, в деревне проживали 8 человек, из них 6 (75,0 %) — эстонцы (сету в перечне национальностей выделены не были).
Численность населения деревни Куксина по данным переписей населения СССР и Департамента статистики Эстонии:
| Год  | 1959 | 1970 | 1979 | 1989 | 2000 | 2011 | 2017 | 2018 | 2019 | 2020 | 2021 |
| ---- | ---- | ---- | ---- | ---- | ---- | ---- | ---- | ---- | ---- | ---- | ---- |
| Чел. | 81   | ↘ 49 | ↘ 48 | ↘ 31 | ↘ 12 | ↘ 8  | → 8  | ↗ 9  | ↘ 8  | ↗ 10 | ↘ 5  |

## История
В письменных источниках 1629 года упоминается Кувшинова Гора, примерно 1866 года — Кувшинова, 1882 года — Кувшиново, 1904 года — Kuksina, Кувши́ново, примерно 1920 года — Kukšinova.
В начале XVIII века деревня относилась к Тайловскому приходу.
В 1977—1997 годах в состав Пелси входила деревня Пелси.

## Происхождение топонима
В случае эстонского происхождения название деревни можно сравнить со словами из южно-эстонского диалекта kuksin («совет»; «объём богатства»; «стог сена») и kuks («половой акт»).

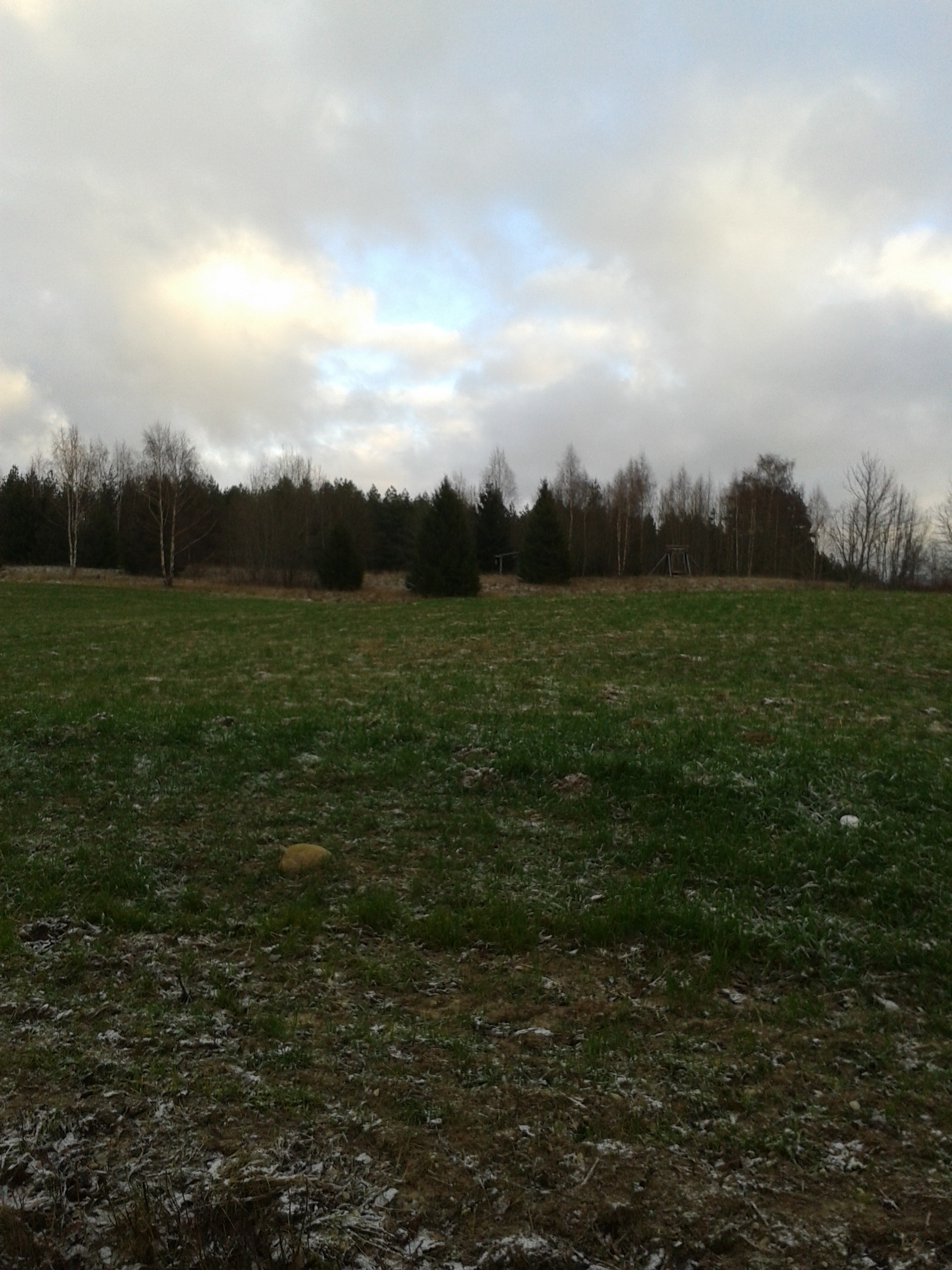
Кувшинова (Куксина) гора

Языковед и переводчик Лембит Ваба связывает топоним с латышским словом kukša («кривизна», «изгиб», «шишка», «горб», «бугорок», «изгиб») и с литовским словом kuksa («кнопка», «выпуклость», «горбинка», «бугор»). Это объяснение кажется наиболее правильным, так как деревня расположена на круглой Кувшиновой горе (эст. Kuksina mägi).
В случае русского происхождения топонима можно провести сравнение со словом из северно-русского диалекта «кувшин» в значении «небольшой остров с крутыми берегами». Подходит также слово «кувшин» в смысле «высокий глиняный сосуд» (на псковском наречии кукшин ~ кука) или слово «кукситься» («дуться», «быть в плохом настроении»). Эстонский этнограф и языковед Юри Труусманн представляет аналогичную этимологию, проводя параллели со словами как из латышского и литовского, так и эстонского языков (эст. kauss — «чаша»).
Древняя русская фамилия Кувшинов была зафиксирована в XVI—XVII веках. На Псковщине, в Тверской области и Ингерманландии есть несколько деревень Кувшиново.

## Комментарии
1. ↑  Эстонские топонимы, оканчивающиеся на -а, не склоняются и не имеют женского рода (исключение — Нарва)[9].